# 中華日報
『中華日報』（ちゅうかにっぽう、 拼音: Zhōnghuá Rìbào）は台湾の地方紙。

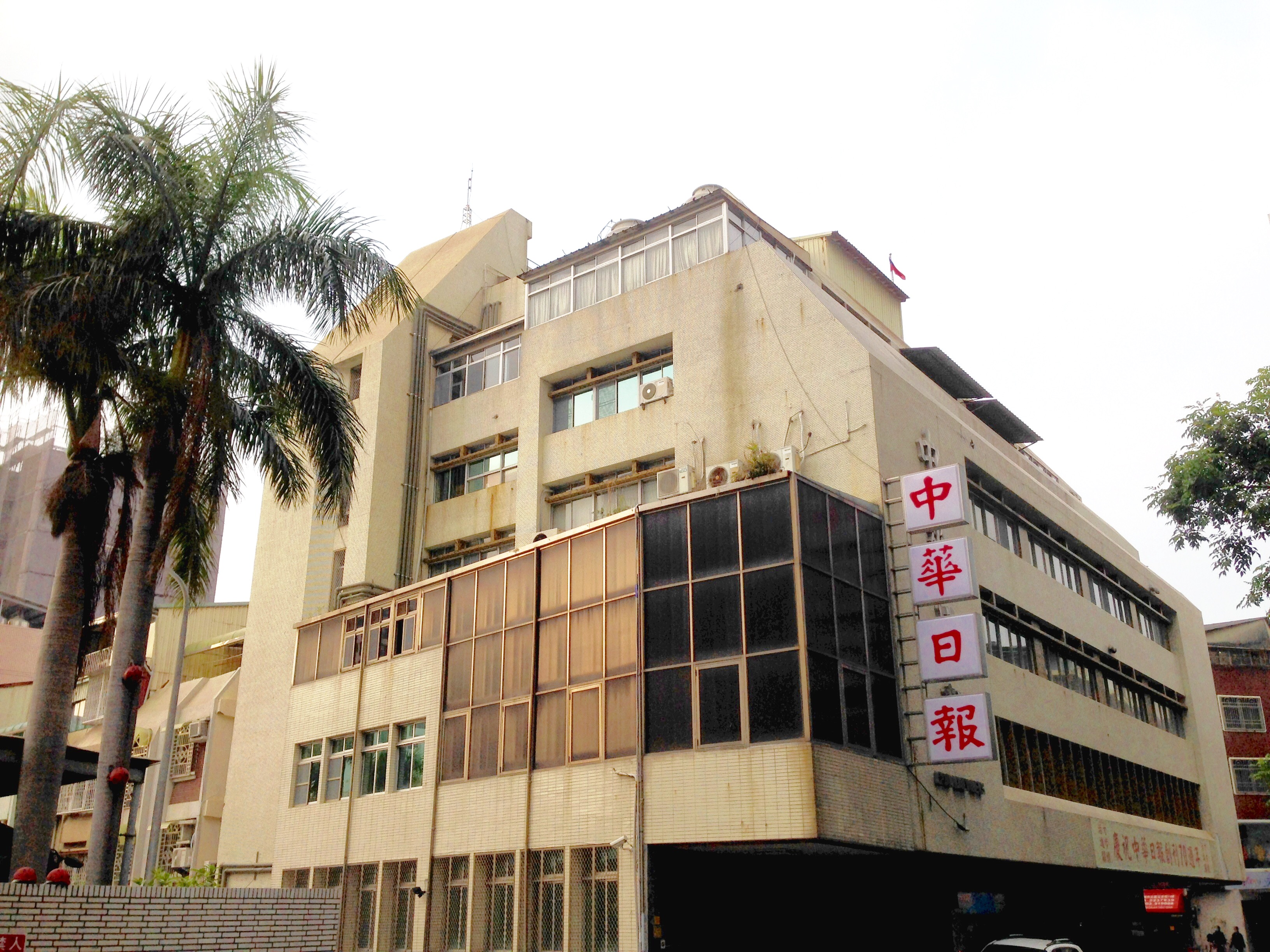
中華日報本部

1946年2月20日に台湾台南市で創刊された。創刊初期の本社は、台南駅前の旧日本勧業銀行台南支行（1981年解体）に置かれた。2年後に台北市に管理部門を設置、一時期台湾南北での平行発行方式を採用した。近年は再び台南本社へウェイトが移っている。当初は日本統治時代を脱したばかりの台湾での発行であったため、民衆の利便性を考慮し中国語及び日本語で記載されていたが、政府の国語推進政策（実態は日本語禁止政策）の影響を受け1946年10月25日から中国語版のみと改編された。
『中華日報』と行政院文化建設委員会が協同して主催する「梁実秋文学賞」は1988年に設立され、台湾文壇での新人育成及び翻訳家の育成に寄与し、同時に出版事業の発展に貢献している。
『中華日報』は中国国民党党営事業の一つであり、泛藍連盟の主張に沿った報道を行なっている。